# Alin Lițu
Alin Lițu (n. 22 octombrie 1986, Craiova, România) este un fotbalist român retras din activiate. A evoluat ca atacant pentru formația Gaz Metan Mediaș cu care a semnat în ianuarie 2010 un contract pentru două sezoane și jumătate.

## Cariera
Alin Lițu, un produs al clubului Steaua, a debutat la echipa mare la finalul sezonului 2004-2005, într-o partidă disputată de Steaua la data de 8 mai 2005 împotriva celor de la Oțelul Galați. Steaua a pierdut meciul cu scorul de 0-1, însă Lițu a fost desemnat cel mai bun stelist de pe teren de fani. La finalul sezonului, după ce a bifat 5 partide, Lițu și-a adăugat la palmares primul titlu de campion al României.
În următorul sezon, tânărul atacant nu a mai reușit să joace pentru prima echipă, evoluând mai mult în Divizia C, la Steaua II București. Pe 29 martie 2006 a primit Medalia „Meritul Sportiv” clasa a II-a cu o baretă din partea președintelui României de atunci, Traian Băsescu, pentru că a făcut parte din lotul echipei FC Steaua București care obținuse până la acea dată calificarea în sferturile Cupei UEFA 2005-2006. În sezonul 2006-2007, Lițu a fost împrumutat la Jiul Petroșani, pentru a întări formația care, până la urmă, avea să retrogradeze la finele sezonului.
În sezonul 2007-2008 Lițu a ajuns, împreună cu alți steliști, printre care Eric Bicfalvi sau Alexandru Tudose, la formația Gloria Buzău, nou-promovată în Liga I. A marcat primul său gol pentru Gloria într-o înfrângere severă a formației sale, scor 1-4, în partida cu FC Vaslui. În etapa a 25-a, Lițu a marcat un gol extrem de important pentru Gloria în partida cu Rapid București, gol care i-a adus formației sale trei puncte vitale în lupta pentru salvarea de la retrogradare.
În turul ediției de campionat 2008-2009 a fost din nou împrumutat la Buzău, iar apoi, în ianuarie 2009, a fost păstrat în lotul Stelei pentru retur, împreună cu Eric Bicfalvi și Alexandru Tudose. A bifat o nouă partidă pentru Steaua după mai bine de trei ani în prima etapă a returului, împotriva formației FC Vaslui (1-1).

## Palmares
- Steaua București
  - Campion al României (o dată) : 2004-2005